# (2950) Rousseau
(2950) Rousseau es un asteroide perteneciente al cinturón de asteroides, descubierto el 9 de noviembre de 1974 por Paul Wild desde el Observatorio de Berna-Zimmerwald, Berna, Suiza.

## Designación y nombre
Designado provisionalmente como 1974 VQ2. Fue nombrado Rousseau en honor al escritor y filósofo suizo Jean-Jacques Rousseau.